# Sanna (Inn)
Pour les articles homonymes, voir Sanna.
La Sanna est une rivière autrichienne d'environ 8 km de long, ce qui en fait l'une des plus courtes rivières d'Europe.
Elle est formée par la réunion, près de Tobadill,  de deux torrents longs de 35 km : la Rosanna qui coule depuis l'Arlberg et du Stanzertal, et la Trisanna qui coule de la Silvretta et du Paznaun. 
Après avoir passé Pians et Grins, elle se jette dans l'Inn à proximité de Landeck dans le Tyrol ; comme l'Inn se jette dans le Danube à Passau, ses eaux coulent vers la Mer Noire.